# Mahmoud Shelbaieh
Mahmoud Shelbaieh (Amán, Jordania; 20 de mayo de 1980) es un exfutbolista de Jordania que jugaba en la posición de delantero.

## Carrera

### Club
| Periodo   | Club            | Apariciones | Goles |
| --------- | --------------- | ----------- | ----- |
| 1998-2013 | Al-Wehdat SC    | 198         | 120   |
| 2013–2014 | East Riffa Club | 14          | 6     |
| 2014      | Al-Jazira Amman | 9           | 3     |
| 2015–2016 | Al-Wehdat SC    | 10          | 4     |

### Selección nacional
Jugó para Jordania en 66 ocasiones del 2000 al 2012 y anotó 22 goles; participó en la Copa Asiática 2004, la copa de Naciones Árabe 2002 y en cuatro ediciones del Campeonato de la WAFF.

## Logros

### Club
- Liga Premier de Jordania (6): 2004–2005, 2006–2007, 2007–2008, 2008–2009, 2010–2011, 2015-16
- Copa de Jordania (4): 2000, 2008–2009, 2009–2010, 2010–2011
- Copa FA Shield de Jordania (5): 2002, 2004, 2008, 2010, 2011
- Supercopa de Jordania (7): 1998, 2000, 2001, 2005, 2008, 2009, 2010
- Segunda División de Baréin (1): 2014
- Supercopa de Baréin (1): 2014

### Individual
- Goleador de la Copa de la AFC 2006.